# René Lagrou
René Lagrou (Blankenberge, 15 de abril de 1904-Barcelona, 1 de abril de 1969) fue un político belga y colaboracionista con Alemania nazi. Originario de Flandes Occidentales, Lagrou trabajó como abogado en Amberes.
Lagrou obtuvo notoriedad como un miembro de la Unión Nacional Flamenca. Publicó su propio periódico Roeland, que se volvió cada vez más antisemita tras el ascenso al poder de Adolf Hitler. Tras la ocupación alemana de Bélgica en la Segunda Guerra Mundial, Lagrou junto con Ward Hermans fue el fundador de la Algemeene-SS Vlaanderen (desde 1942, las Germaansche SS en Vlaanderen), las SS flamencas.
Lagrou entró en acción con las Waffen-SS en el Frente Oriental y algunos informes iniciales sugieren erróneamente que murió en batalla; sin embargo, Lagrou sobrevivió y fue capturado por los Aliados en Francia, pero logró escapar a España. En mayo de 1946 su nombre fue uno de los tres en la lista negra enviada por el gobierno de Bélgica a España, donde se estaba escondiendo junto con Léon Degrelle y Pierre Daye. Poco después, fue condenado a pena de muerte in absentia por el tribunal de crímenes de guerra en Amberes.
Cuando surgió la posibilidad de extradición de España, Lagrou huyó a Argentina en julio de 1947 y adoptó el nombre falso de Reinaldo van Groede. Allí, se convirtió en una personalidad central en las ratlines patrocinadas por Juan Domingo Perón para rescatar a los nazis de la persecución en Europa. En la Oficina de Inmigración en Argentina, Lagrou recibió amplios poderes y diseñó ambiciosos planes para trasladar a dos millones de personas de Bélgica, todos los cuales o bien eran colaboradores nazis o sus familias. También fue miembro de la División de Informaciones comandada por Rodolfo Freude y en este puesto inició los planes de reasentamiento para varios nazis.